# Die Vögel (ópera)
Die Vögel (título original en alemán; en español, Los pájaros, Op. 30) es una ópera en un prólogo y dos actos, con música y libreto en alemán de Walter Braunfels, basado libremente en la comedia de Aristófanes Las aves que se representó en el Teatro de Dioniso en Atenas en el año 414 a. C. La ópera se estrenó el 30 de noviembre de 1920 en el Teatro Nacional de Múnich, con Bruno Walter dirigiendo y Maria Ivogün (el ruiseñor) y Karl Erb (Buena Esperanza) en los papeles principales.
La composición de la ópera empezó en 1913 y se terminó en 1919. La partitura fue publicada por Universal Edition de Viena en 1920.
Al estreno le siguieron más de 50 representaciones tan sólo en Múnich en los siguientes dos años, y le siguieron más representaciones en Berlín, Viena y Colonia (donde dirigió Otto Klemperer).
La primera representación de posguerra de la ópera tuvo lugar en Karlsruhe en 1971. Otra producción fue representada en Bremen en 1991, seguida por una interpretación de concierto en Berlín en diciembre de 1994.
Recientemente, la ópera ha tenido representaciones en varios teatros de ópera europeos: en el Gran Teatro de Ginebra en febrero de 2004; en el Teatro Lírico de Cagliari en abril/mayo de 2007; y en el Konzerthaus Berlin en marzo de 2009 (dos interpretaciones de concierto incluyendo instalaciones de video).